# Раствор Рорбаха
Раствор Рорбаха (жидкость Сушина) — раствор {\displaystyle {\ce {BaHgl4}}} — водный раствор тетраиодомеркурата бария {\displaystyle {\ce {Ba[HgI4]*5H2O}}} ГОСТ 4331-78 (водный раствор двойной соли двуиодистой ртути {\displaystyle {\ce {HgI2}}} и двуиодистого бария {\displaystyle {\ce {BaI2}}}).

Желтая жидкость. Максимальная плотность 3,5 г/мл при н.у. (ПДК 0,5 мг/м3).
Раствор был предложен немецким химиком К. Рорбахом  в 1883 г. в качестве тяжелой жидкости.
Все соединения ртути крайне токсичны, вызывают хронические отравления — меркуриализм (отравление ртутью) (ПДК 0,05 мг/м3).

## Применение
Благодаря своей плотности используется в минералогическом анализе для разделения зерен минералов по их плотностям.
Для получения жидкости меньшего удельного веса на поверхность концентрированного раствора Рорбаха наливают воды и оставляют в покое до тех пор, пока не закончится диффузия. При неаккуратном разбавлении жидкость быстро разлагается с выделением красной двуиодистой ртути.